# Werneria tandyi
Werneria tandyi és una espècie d'amfibi que viu al Camerun.
Està amenaçada d'extinció per la pèrdua del seu hàbitat natural.